# Massacre de Depayin
Le massacre de Depayin (birman : ဒီပဲယင်း လူသတ်မှု) a lieu le 30 mai 2003 à Depayin, une ville de la division de Sagaing en Birmanie (actuelle région de Sagaing), lorsqu'au moins 70 personnes associées à la Ligue nationale pour la démocratie sont tuées par une foule soutenue par le gouvernement,,. Dans une interview d'avril 2012, Khin Nyunt, ancien Premier ministre du pays, affirme qu'il est personnellement intervenu pour sauver la vie d'Aung San Suu Kyi pendant le massacre, en mobilisant ses hommes pour l'amener dans un endroit sûr dans un cantonnement militaire voisin.

## Réactions
L'Asian Legal Resource Centre (ALRC) estime que le massacre de Depayin constitue clairement une "attaque généralisée ou systématique dirigée contre une population civile, en connaissance de cause" (article 7.1 du Statut de Rome de la Cour pénale internationale) et constitue donc un crime contre l'humanité. À ce jour, aucune mesure sérieuse n'a cependant été prise à la suite de ce massacre.
L'ALRC approuve les conclusions préliminaires de la Commission ad hoc sur le massacre de Depayin, présentées le 25 juin 2003. Dans ses observations sommaires sur l'attaque, la Commission ad hoc observe que l'attaque est clairement préméditée et bien organisée, comme l'indiquent les éléments suivants :
- Jusqu'à 5 000 personnes sont amenées dans une zone rurale reculée dans le but d’attaquer le convoi de la LND.
- Les assaillants sont tous bien armés et positionnés stratégiquement sur deux lieux de massacre.
- Avant l'arrivée du cortège, les autorités locales menacent les habitants des villages voisins de rester chez eux.
- Les autorités recherchent et arrêtent systématiquement les survivants de l'attaque.